# 后连合
后连合（英語：Posterior commissure）是脑白质束之一。它通过脑的中线，位于中脑导水管上端的背侧。后连合的功能与瞳孔对光反射有关。目前尚不清楚后连合具体连接脑的那些部位。后连合中的神经纤维多数源自“后连合核”。后连合核是一个位于动眼神经核前的核团。后连合的其他神经纤维可能来自丘脑的后部，以及上丘。另外的神经纤维可能与内侧纵束中的纤维相连。也有一些纤维可能连接两侧的被盖前核。